# ZB-360
ZB-360 (ros. ЗБ-360) – radziecka bomba zapalająca zawierająca 234 kg napalmu. Bomba ZB-360 przeznaczona jest do niszczenia celów powierzchniowych i dlatego w odróżnieniu od bomb ZAB nie ma grubościennej głowicy. Rozrzucenie mieszaniny zapalającej następuje głównie pod wpływem uderzenia bomby o ziemię.